# Donald McCorkindale
Donald Dinnie „Don“ McCorkindale (* 16. August 1904 in Pretoria; † 11. August 1970 in Edenvale) war ein südafrikanischer Boxer.

## Sportliche Laufbahn
Donald McCorkindale gewann 1926 den Halbschwergewichtstitel bei der Amateur Boxing Association of England. Bei den Olympischen Spielen 1928 belegte er den vierten Platz im Halbschwergewichtsturnier von Amsterdam.